# Sông Seym
Seym (cũng chuyển tự là Seim và Sejm, trong tiếng Nga: Сейм; tiếng Ukraina: Сейм) là một sông tại Nga và Ukraina. Sông có chiều dài 748 kilômét (465 mi) (250 km bên trong Ukraina) và diện tích lưu vực là khoảng 27.500 kilômét vuông (10.600 dặm vuông Anh). Đây là phụ lưu lớn nhất của sông Desna.
Các địa điểm ven sông Seym là Kursk, Kurchatov, Rylsk, biên giới Ukraina, Putyvl, Baturin, sau khi đổ vào sông Desna thì tiếp tục chảy về phía tây và nam qua Chernihiv đến Kyiv.
Trong các nguồn văn học cổ của Nga, con sông được gọi là Семь (bảy). Theo truyền thuyết cái tên này xuất phát từ bảy nhánh sông tạo thành sông.
Nguồn của sông là ở sườn Tây Nam của Cao nguyên Trung Nga. Nó được hình thành bởi sự hợp lưu của hai con sông  Seimitsy Puzatskay (dài 21 km) và Seimitsy Kotlubanskaya (dài 52 km) về phía đông bắc của làng Krivets, huyện Manturovsky, tỉnh Kursk.
Chiều rộng của lòng sông vào mùa hạ thì ở thượng lưu là 10–30 m,  ở trung lưu là 40–80 m và ở hạ lưu là 80–100 m. Độ sâu của sông thay đổi trong mức 2–3 m, giảm xuống còn 0,5-1,0 m trên các ghềnh và tăng lên 4–6 m ở các khu vực sâu và ở vùng hạ lưu, đôi khi lên đến 10–15 m trong các hố. Nguồn nước sông chủ yếu là từ tuyết tan. Vào mùa xuân, lượng nước chảy chiếm đến 70-80% lượng nước chảy hàng năm. 35-40% dòng chảy được hình thành bởi nước ngầm.
Bờ hữu của sông Seym cao (tới 40 m), dốc và đôi khi có những mỏm đá phấn và đá vôi nhô lên. Bờ tả thấp (5–10 m), dốc thoai thoải về phía sông. Thung lũng sông không đối xứng. Chiều rộng của thung lũng (chủ yếu là 9–12 km) tăng dần. Ở thượng lưu chiều rộng của thung lũng từ 1–2 km, ở trung du đạt 5–8 km, ở vùng hạ lưu đạt 12–26 km.